# Ministerio de Recursos Naturales y Medio Ambiente de Rusia
El Ministerio de Recursos Naturales y Medio Ambiente de Rusia (en ruso: Министерство природных ресурсов и экологии Российской Федерации) es una agencia gubernamental dentro del Gabinete de Rusia encargado del manejo de los recursos naturales del país y de la comunidad. El primer ministro fue Yuri Trutnev.
Alexander Kozlov es el actual Ministro de Recursos Naturales y Medio Ambiente de Rusia desde el 10 de noviembre de 2020.

## Historia
El anterior Ministerio de Recursos Naturales y Medio Ambiente fue el Servicio Estadal de Minería y Geología, establecido por Pedro el Grande el 2 de octubre de 1700. Tras el colapso de la Unión Soviética, se creó el Ministerio de Medio Ambiente y el Ministerio de Recursos Naturales el 14 de agosto de 1996. Se combinaron para formar el Ministerio de Recursos Naturales y Medio Ambiente el 28 de mayo de 2008.

## Actividades
El Ministerio de Recursos Naturales y Medio Ambiente es responsable de la creación y aplicación de políticas y regulaciones relacionadas con el medio ambiente, incluida la conservación, regeneración, silvicultura y protección de la fauna y de la flora. También es responsable de la exploración, gestión y conservación de los recursos naturales del país, incluyendo la administración del suministro de agua, desarrollo de depósito mineral, y la exploración del territorio y de la plataforma continental del país. Finalmente, el Ministerio también se encarga de regular la seguridad industrial y energética, monitorea las condiciones geológicas y de los terremotos, las actividades y desarrollo de la policía estadal y la regulación legal de los asuntos forestales.

## Departamentos
- Servicio Federal de Supervisión de los Recursos Naturales
- Agencia Federal para el Uso del Subsuelo.
- Agencia Federal de Recursos Hídricos.
- Servicio Federal de Hidrometeorología y Monitoreo Ambiental.[1]
- Agencia Forestal Federal.

## Lista de Ministros de Recursos Naturales y Medio Ambiente
- Yuri Trutnev (2004–2012)
- Serguéi Donskoi (2012–2018)
- Dmitri Kobilkin (2018–2020)
- Alexander Kozlov (2020–presente)